# Самоцензура
Самоцензура (внутрішня цензура) — умисне усунення автором зі свого твору частин, які, з тих чи інших причин, він вважає неприпустимими для публічної демонстрації.

## Причини самоцензури
Феномен самоцензури може проявлятися з різних причин:
- Можлива моральна самоцензура, коли з твору свідомо усувається фрагмент, демонстрація якого, з точки зору самого автора, є морально неприйнятною для цільової аудиторії твору або його частини, наприклад, вилучення еротичної сцени з книги, орієнтованої на дітей та підлітків.

- Найчастіше самоцензура є наслідком наявності зовнішніх обмежень свободи творчості, наявних у суспільстві та таких, що становлять загрозу автору у разі порушення. У цивілізованій державі (особливо такій, що вважається демократичною та вільною) введення прямої цензури складно, але допустити повну свободу творчості практично жодна державна система не бажає.

## Практичні приклади реалізації самоцензури
- Як альтернатива цензурі створюються умови, коли освітлення певних тем, висловлювання певних поглядів, вживання деяких слів та виразів і багато іншого вважається небажаним. Авторів, що порушують ці обмеження, іноді прямо карають, але частіше піддають різним методам непрямого тиску: для них створюються труднощі в опублікуванні творів, вводяться обмеження на аудиторію (наприклад, фільм, якому через «неправильну» сцену присвоєна категорія «18 років або старше», може втратити через це значну частину касових зборів).

- У випадку з публікаціями книг можливий вплив через видавця та редактора, дуже поширене в СРСР: за публікацію «неправильної» книги автора не карали, але карали головного редактора, який опублікував книгу. В результаті наступний рукопис того ж автора жодне видавництво не погоджувалося брати. У таких умовах автор, який розраховує на опублікування твору та на отримання певного доходу, виявляється змушений враховувати обмеження та самостійно усувати зі своїх творів всі небажані елементи.

- Можлива неусвідомлена самоцензура, коли автор при створенні твору уникає несхвальних елементів підсвідомо, не розуміючи, що слідує заданим ззовні обмеженням. Суб'єктивно він може сприймати це уникнення як викликане власним художнім смаком, моральними та етичними міркуваннями.